# Bad Berleburg
Bad Berleburg (före 1971 Berleburg) är en stad i distriktet Siegen-Wittgenstein och är med sina 
276 km² en av Tysklands till ytan största. Staden är belägen i det tyska förbundslandet Nordrhein-Westfalen och har cirka 19 000 invånare.
Enligt arkeologiska fynd finns här spår av bosättningar ända tillbaks till 700-talet f.Kr och en av de mest utmärkande byggnaderna i staden är dess slott, säte för huset Sayn-Wittgenstein-Berleburg. Fram till 1806 utgjorde Berleburg ett furstendöme direkt under kejsaren, därefter lydande under Storhertigdömet Hessen fram till 1815 och därefter under Preussen.
Den välkända Berleburgbibeln lär ha tryckts här mellan åren 1726 och 1742. Idag är staden sedan 1935 mest känd för sitt spa och därtill passande ljumma klimat.

## Administrativ indelning
| - Alertshausen - Arfeld - Aue - Beddelhausen - Berghausen - Christianseck - Diedenshausen - Dotzlar - Elsoff - Girkhausen - Hemschlar | - Raumland - Richstein - Rinthe - Sassenhausen - Schüllar - Schwarzenau - Stünzel - Weidenhausen - Wemlighausen - Wingeshausen - Wunderthausen |

## Berleburgs slott
Slottet bebos idag av hertigätten Sayn-Wittgenstein-Berleburg och ska ha grundats redan 30 mars 1258.
- Hans Höghet 6:e Arvprinsen Richard av Sayn-Wittgenstein-Berleburg
- Hennes Kungliga Höghet Prinsessan Benedikte av Danmark
- Hans Höghet Arvprins Gustav av Sayn-Wittgenstein-Berleburg och dennes svenska sambo
- Carina Axelsson